# Pavel Sedláček (atlet)
Pavel Sedláček (5. dubna 1968, Moravská Třebová) je bývalý atlet a trojnásobný účastník Olympijských her. Jeho hlavní disciplínou byl hod kladivem. Profesionální kariéru ukončil po sezóně 2012.

## Výkony

### Osobní rekordy[2]
| Disciplína             | Výkon  | Místo výkonu | Datum     |
| ---------------------- | ------ | ------------ | --------- |
| 110 metrů s překážkami | 15,13s | Tábor (ČR)   | 4.7.2008  |
| Vrh koulí              | 15,17m | Olomouc (ČR) | 8.9.2007  |
| Hod kladivem           | 79,56m | Praha (ČR)   | 8.9.1996  |
| 60 metrů s překážkami  | 8,34s  | Praha (ČR)   | 15.2.2005 |

### Účast naLOH (Letní olympijské hry)[3]
- 1992 – Barcelona
- 1996 – Atlanta
- 2000 – Sydney